# Bondarenkove, Lenine
Bondarenkove (în ucraineană Бондаренкове) este un sat în comuna Voikove din raionul Lenine, Republica Autonomă Crimeea, Ucraina.

## Demografie
Componența lingvistică a localității Bondarenkove
     Rusă (79,89%)
     Ucraineană (9,15%)
     Tătară crimeeană (5,13%)
     Belarusă (1,8%)
     Alte limbi (0,55%)
Conform recensământului din 2001, majoritatea populației localității Bondarenkove era vorbitoare de rusă (79,89%), existând în minoritate și vorbitori de ucraineană (9,15%), tătară crimeeană (5,13%) și belarusă (1,8%).